# Fabricio Ferrari Barceló
Fabricio Ferrari Barceló (Santa Lucía, Canelones, 3 de juny del 1985) és un ciclista uruguaià. Professional des del 2010, actualment milita a l'equip Caja Rural-Seguros RGA.

## Palmarès
- 2005
  - Vencedor d'una etapa a la Volta a l'Uruguai
- 2007
  - 1r al Torneig Euskaldun
- 2009
  - 1r al Torneig Euskaldun

### Resultats a la Volta a Espanya
- 2013. 121è de la classificació general
- 2017. 56è de la classificació general